# Route nationale 704
Pour les articles homonymes, voir Route 704.
La route nationale 704, ou RN 704, est une ancienne route nationale française reliant Limoges à Pont-de-Rhodes (166 kilomètres), dans le Lot.
À la suite de la réforme de 1972, la RN 704 a été déclassée en route départementale 704 (RD 704).
Elle constitue une alternative à l'ex-RN 20 (remplacée depuis par l'autoroute A20) entre Limoges et Saint-Chamarand, les distances étant sensiblement les mêmes (autour de 165 kilomètres).

## Ancien tracé de Limoges à Pont-de-Rhodes (D 704)
- Limoges
- Le Vigen
- Saint-Maurice-les-Brousses
- Saint-Yrieix-la-Perche
- Lanouaille
- Cherveix-Cubas
- Saint-Rabier
- La Bachellerie, où elle rencontrait la RN 89
- Le Lardin-Saint-Lazare
- Montignac
- Sarlat-la-Canéda
- Carsac-Aillac
- Groléjac
- Gourdon
- Saint-Chamarand
- Pont-de-Rhodes, commune de Saint-Chamarand

## Tourisme

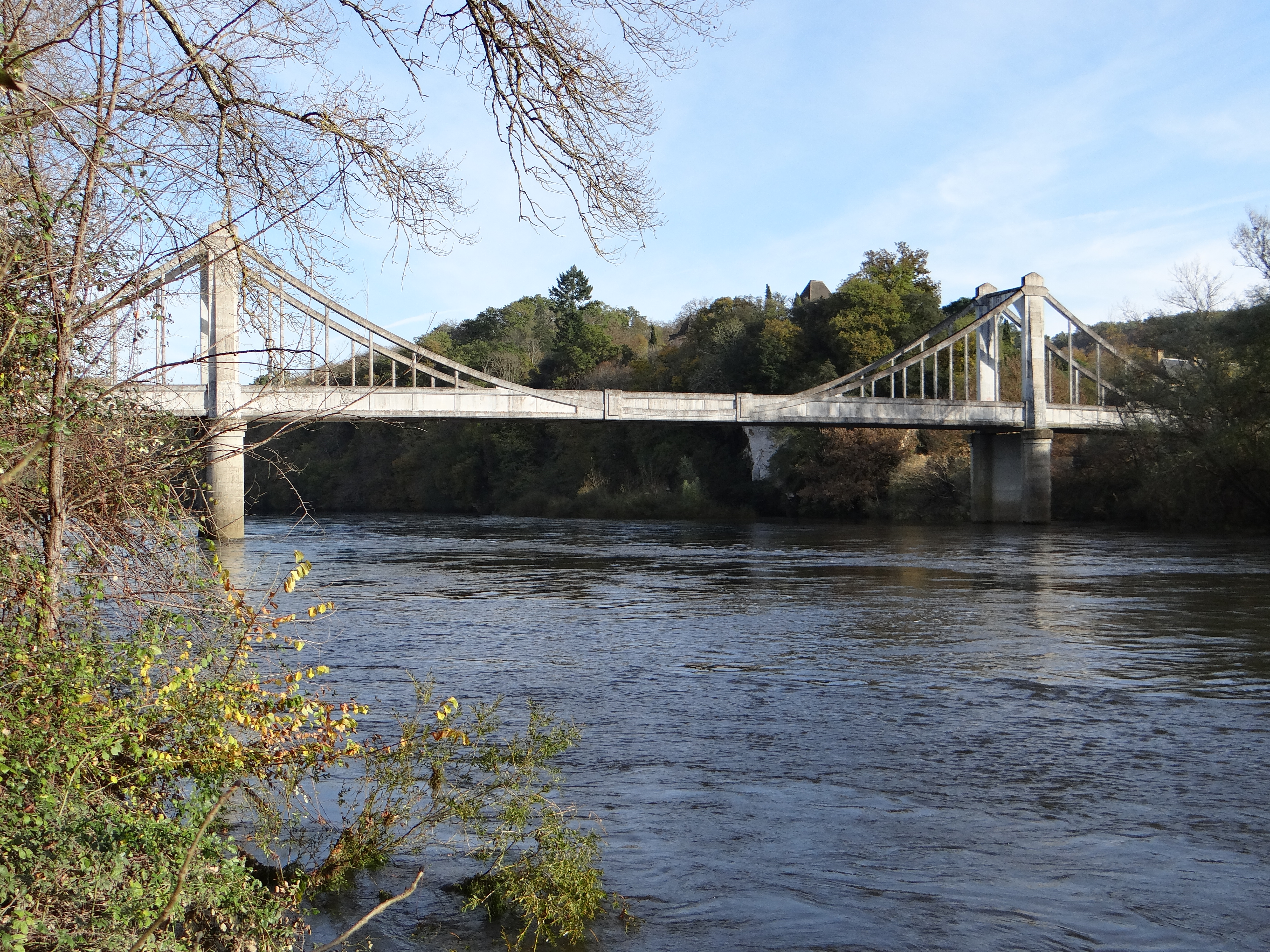
Le pont de Groléjac emprunté par la RN704 sur la Dordogne vu de l'aval.

- Grotte de Lascaux à Montignac-Lascaux
- Parc du Reynou au Vigen
- Collégiale Saint-Yrieix à Saint-Yrieix-la-Perche
- Château de Rastignac à La Bachellerie
- Vieille ville de Sarlat